# Cementerio de Ikoyi
El cementerio de Ikoyi (en inglés: Ikoyi Cemetery) es uno de los muchos monumentos históricos ubicados en Ikoyi, parte del área del gobierno local de Osa Eti del estado de Lagos, en el país africano de Nigeria. Muchos nigerianos célebres, tales como Herbert Macaulay, están enterrados en el cementerio de Ikoyi.